# Koszykówka (czasopismo)
Koszykówka – kwartalnik sportowy wydawany w Krakowie od stycznia 1988 roku, nakładem Polskiego Związku Koszykówki. Na łamach pisma publikowane są artykuły szkoleniowe z koszykówki i materiały dotyczące problemów szkoleniowych dla nauczycieli wychowania fizycznego. Pierwszym redaktorem naczelnym pisma był Jerzy Langier.